# La Fièvre (série télévisée)
Pour l’article homonyme, voir La Fièvre.
Baron noir (2020)
La Fièvre est une série télévisée française créée par Eric Benzekri, écrite avec la collaboration de Laure Chichmanov et Anthony Gizel et réalisée par Ziad Doueiri. La première saison est diffusée du 18 mars au  15 avril 2024 sur Canal+.

## Synopsis
La série, située en France, tourne autour de la rivalité entre deux femmes, autrefois collègues et amies : Samuelle « Sam » Berger, spin doctor, HPI et Marie Kinsky, stand-uppeuse dont le seule-en-scène populiste de droite titré Marie vous salue, affiche complet chaque soir. De la presse à la télé, en passant par les réseaux sociaux, elles vont se livrer un combat sans merci pour orienter l'opinion publique après le buzz provoqué par Fodé Thiam, footballeur star du Racing, qui a assené un violent coup de tête à son entraîneur, le traitant de « sale toubab » (« Blanc » en wolof) lors de la cérémonie des trophées UNFP.

## Distribution

### Personnages principaux
- Nina Meurisse : Samuelle « Sam » Berger
- Ana Girardot : Marie Kinsky
- Alassane Diong : Fodé Thiam, le footballeur vedette
- Benjamin Biolay : François Marens, le président du Racing

### Personnages secondaires
- Xavier Robic : Tristan Javier, le directeur de l'agence de communication
- Pascal Vannson : Pascal Terret, l'entraîneur du Racing
- Lou-Adriana Bouziouane : Kenza Chelbi, militante décoloniale
- Assa Sylla : Fatou Thiam, l'épouse de Fodé
- Maxime Elias-Menet : Adam, le fils de Sam
- Johann Dionnet : Bertrand Latour, député LR
- Nicolas Vaude : Benoît de Gamey, intellectuel membre du collectif de Kenza Chelbi
- Bybianna Vimpi : Imane Thiam, la fille de Fodé et de Fatou
- Grégoire Bonnet : Nicolas Barnet, le ministre de l'Intérieur
- Jade Hénot : Justine
- Merwane Tajouiti : Mehdi
- Camila Hernandez : Bianca
- Steve Tran : Antoine
- Christophe Gauzeran : Jean-Jacques
- François Legrand : Arnaud
- Sarah Fitri : Sabrina

### Invités
- Michel Bompoil : Martin Brudoff
- Gustave Kervern : le docteur Rodin
- Elizabeth Macocco : la procureure Jacquin
- Manon Girardi : Barbara Dargiles
- Olivier Saladin :  Malveau
- Bruno Abraham-Kremer : Didier Salin
- Christelle Armenio : l'assistante du ministre
- Kad Merad : Philippe Rickwaert, le président de la République

De nombreux journalistes et animateurs de télévision apparaissent également dans leurs propres rôles : Hervé Mathoux, Laurent Paganelli, Cyril Hanouna, Cyrille de La Morinerie, Olivier Ménard, Anissa Haddadi, Céline Moncel, Alicia Bader, Mohamed Kaci, Mathias Arraez, Jérôme Cadet, Claude Askolovitch, Anne-Laure Salvatico, Giovanni Castaldi, Dominique Sévérac, Nicolas George.

## Épisodes
1. Box to Box
2. Poison
3. Le monde d'hier
4. Overton
5. Kill Bill
6. L'autre assemblée

## Autour de la série
- Le titre de la série est inspiré d'un passage du roman Le Monde d'hier, de Stefan Zweig[2], plusieurs fois cité par les protagonistes : « Il ne restait qu'une chose à faire : se replier sur soi-même et se taire aussi longtemps que dureraient la fièvre et le délire des autres. »[3]
- Les scènes dans le stade du Racing ont été tournées au stade Gaston-Gérard du DFCO, à Dijon.
- Kad Merad reprend son rôle de Philippe Rickwaert, président de la République dans la série Baron noir, lors du dernier épisode. Canal+ annonce le mardi 16 avril 2024 une suite commune aux deux séries[4], ce qui est confirmé par Kad Merad un an plus tard[5].
- Selon Le Figaro, le Président de la République Emmanuel Macron aurait pu y faire référence (« Les initiés auront saisi le clin d'œil à la série télévisée […] »), lors de son discours d'annonce de dissolution parlementaire, le 9 juin 2024[6].

## Analyse
François Bégaudeau analyse les positionnements des trois protagonistes féminins et considère qu'au lieu d'alerter contre l'extrême-droite, cette série encourage ce positionnement politique, notamment en considérant un racisme antiblanc.